# Eunicella labiata
Eunicella labiata is een zachte koraalsoort uit de familie Gorgoniidae. De koraalsoort komt uit het geslacht Eunicella. Eunicella labiata werd in 1927 voor het eerst wetenschappelijk beschreven door Thomson. 